# 劉易斯維爾 (印第安納州歐文縣)
劉易斯維爾（英語：Lewisville）是位於美國印地安納州摩根縣的一個非建制地區。該地的面積和人口皆未知。